# Zámek Uherčice (1946–1989)
Zámek Uherčice se nachází ve východní části obce Uherčice v okrese Znojmo v Jihomoravském kraji. Jeho čtyři nádvoří tvoří jádro celého zámeckého komplexu - na jih situované arkádové nádvoří, centrální nádvoří, hospodářské nádvoří směrem západním a vnitřní nádvoří v takzvaném starém zámku. Budovy soukromé, reprezentativní a hospodářské rámují výše jmenovaná prostranství. Jihozápadním a severozápadním směrem jsou rozprostřeny zahrady, které doplňuje na severu a východě prostorný zámecký park. V těsné blízkosti navazují na zámecký areál další hospodářské budovy bývalého velkostatku. Zámek Uherčice byl rodu Collaltů roku 1946 zkonfiskován a přešel rovnou do národní správy Československých státních statků Jaroměřice nad Rokytnou a posléze Československého státního statku Lesná. Zámek správce objektu pronajal táboru nucených prací a dále rotě Pohraniční stráže. Část objektu využívaly statky jako byty nebo kancelářské prostory. Během 34 let prošel zámek masivní devastací. V roce 1985 se dokonce uvažovalo o jeho demolici. Zámek je nyní přístupný veřejnosti.

## Československé státní statky

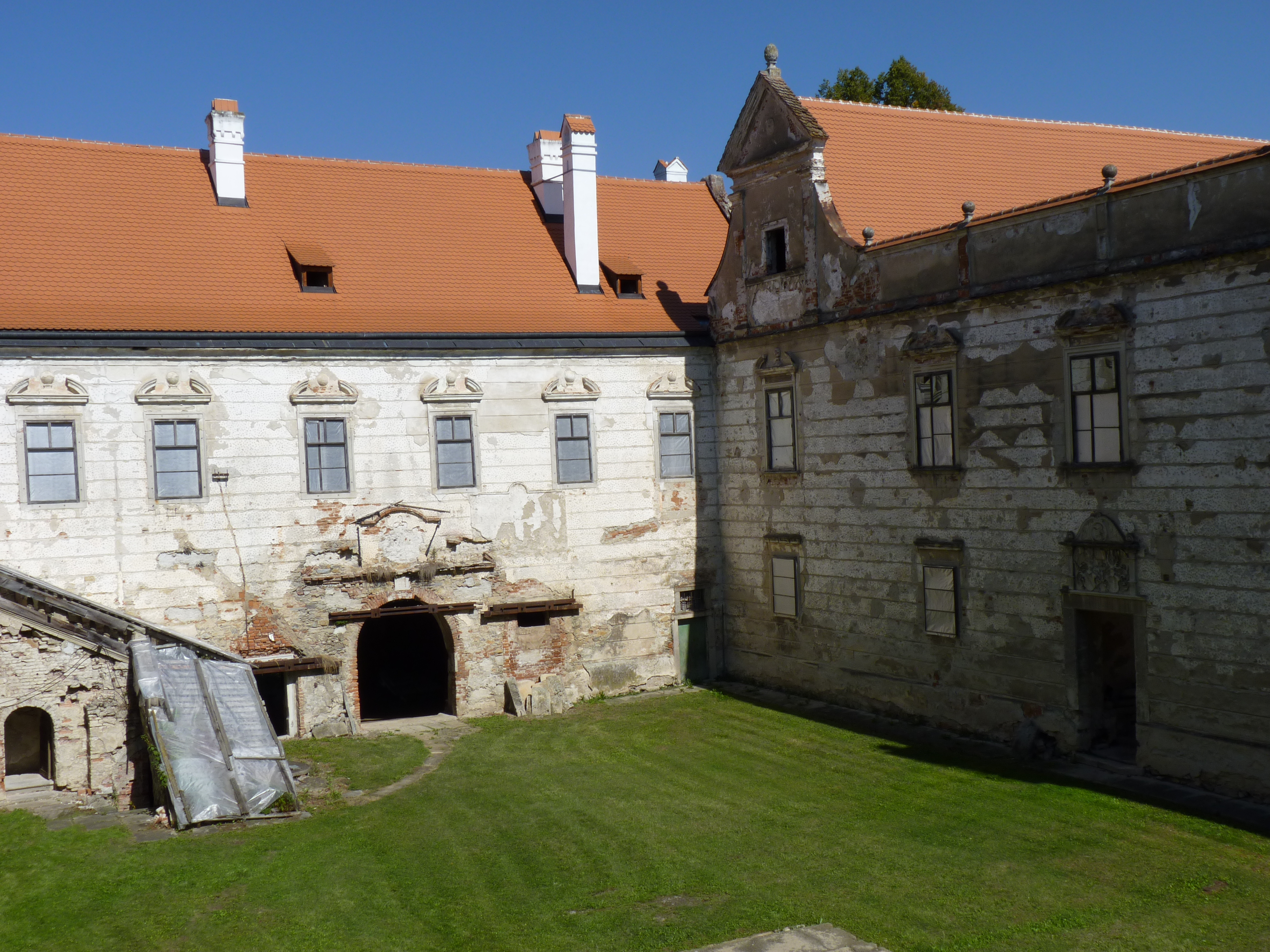
Uherčický zámek se nacházel pod národní správou od roku 1946. Po krátké správě Státních lesů a statků přešel roku 1949 do majetku Státního statku Jaroměřice nad Rokytnou, přičemž započala éra jeho devastace..

Na základě Benešových dekretů přešel konfiskovaný majetek Oktaviána Collalto et San Salvatore přímo do národní správy a Moravskoslezský zemský národní výbor v Brně jmenoval národním správcem vrchního lesního radu ing. Stanislava Krupicu. Po jeho smrti byl v dubnu 1947 jmenován nový národní správce František Stejskal. Roku 1948 národní správa celého komplexu zámeckých nemovitostí prodělala rozdělení na velkostatek a zámek. Rozloha velkostatku činila přibližně 360 ha a zahrnovala mimo hospodářských budov také lihovar, cihelnu na katastru v obce Korolupy a vápenku. 
Rozhodnutím ministerstva zemědělství ze dne 1. října 1948 připadl velkostatek Uherčice do správy Čs. státních lesů a statků. Zámecký komplex se v této době nacházel stále pod národní správou. Dne 11. listopadu 1948 rozhodlo ministerstvo o zbylém collaltovském majetku - zámku, zahradním domu s oranžérií, zahradách a lesoparku. Od 1. srpna 1949 se správcem zbylého zámeckého areálu stal národní podnik Československé státní statky - Státní statek Jaroměřice nad Rokytnou. Po slučování státních statků a JZD přešel zámek v roce 1960 do správy Státního statku Lesná.
Obec Uherčice se zámkem volně disponovala. Většinou zde ubytovávala brigádníky. V roce 1947 vystavěla v banketním sále jeviště, 7. května 1949 zde pořádala oslavu „Dne vítězství” a Svátek matek, roku 1950 oddávala ve zřízené svatební síni a o rok později už v zámeckých prostorech provozovala závodní jídelnu. Roku 1957 si z bohatě zdobené collaltovské jídelny zřídila sokolovnu.
Pohraniční Uherčice založily sokolskou jednotu. ...V minulých dnech samotní občané požádali o založení tělovýchovné jednoty Sokol. Do nové jednoty se při hlásilo 32 členů, kteří si za předsedu devítičlenného výboru zvolili ředitele školy a člena ONV soudruha Františka Foita a náčelníkem příslušníka pohraniční stráže, soudruha Szabadose. Ve výboru jsou také čtyři ženy. Na dobré politické a kulturní úrovni Uherčic mají nemalou zásluhu příslušníci pohraniční stráže. Jejich zásluhou bude moci žactvo i členstvo již nyní zahájit cvičení v připravené tělocvičně.
Jiskra: týdeník komunistické strany třebíčského kraje, 30.8.1957
Dne 5. května 1952 podepsal pan Vlastislav Vejmola, vedoucí Státního statku Jaroměřice nad Rokytnou, oddělení Uherčice, protokol o převzetí zámku. V protokolu byl zaznamenán špatný stav střešní krytiny, uváděly se nesrovnalosti s nádržemi na samospádový vodovod, přičemž v soupise majetku figurovalo skoro v každé místnosti ještě množství starožitného nábytku, lustry a kachlová kamna.
V zámecké kapli se konaly církevní obřady až do 12. května 1952, následně sloužila už jen jako skladiště veškerých předmětů, které se ještě v zámku nacházely - nábytek, starožitnosti a jiné zámecké relikvie. Kvůli kasárnám pohraniční roty musela být přemístěna z objektu i sňatková síň MNV. Roku 1956 byl demolován švýcarský domek v zámeckém lesoparku: „jednoduše přijela dvě nákladní auta, jejichž posádka zachovalý švýcarský domek rozbourala a cihly z něj si odvezla”. Obecní mládež zdemolovala dřevěnou verandu a schody vedoucí do jídelny, poškozena byla oranžerie v zámeckém parku, ale také pavilon z dob knížete Eduarda Collalta. Celý zámek chátral.

### Rakouský nábytek
Oktavián Collalto et San Salvatore se stal někdy na počátku roku 1945 dočasným správcem nábytku ze Schönbrunnu, který do zámku nechali odvést Němci před bombardováním Vídně. Dne 13. října 1949 prováděla Národní kulturní komise třídění interiérového zařízení a podle pokynů Dr. Zdeňka Wirthema se uherčický inventář, který měl kulturní hodnotu, nacházel na zámku v Jaroměřicích nad Rokytnou. O zbytku inventáře (nacházejícím se stále v Uherčicích) měl rozhodnout Národní pozemkový fond. Při předání zámku PS-útvarem 5688 Znojmo ředitelství Státních statků v Jaroměřicích nad Rokytnou v lednu 1960 se ale zjistilo, že čalouněný nábytek je naházen v zámecké kapli, kde trpěl vlhkem, zbylý uložený nábytek byl značně poničen. Rada Krajského národního výboru v Jihlavě sice požadovala řádné zacházení, ale z nařízení soudruha Jandery došlo jenom k pořízení seznamu, vyčištění a přenesení nábytku z kaple do banketního sálu. K nábytku se Rakousko dostalo až v roce 2006 a to po dohodě mezi Ministerstvem kultury ČR, Ministerstvem zahraničních věcí ČR, Spolkového ministerstva hospodářství a práce Rakouské republiky a Ministerstva zahraničních věcí Rakouské republiky. Vláda republiky ČR rozhodla, aby byl majetek, určený k předání rakouské straně, předtím restaurován, což si vyžádalo částku 6 500 000 Kč. Navráceno bylo celkem 229 kusů nábytku. Za škodu na rakouském nábytku a následně vzniklou finanční částku nebyl nikdo povolán k zodpovědnosti.

### Šedesátá léta

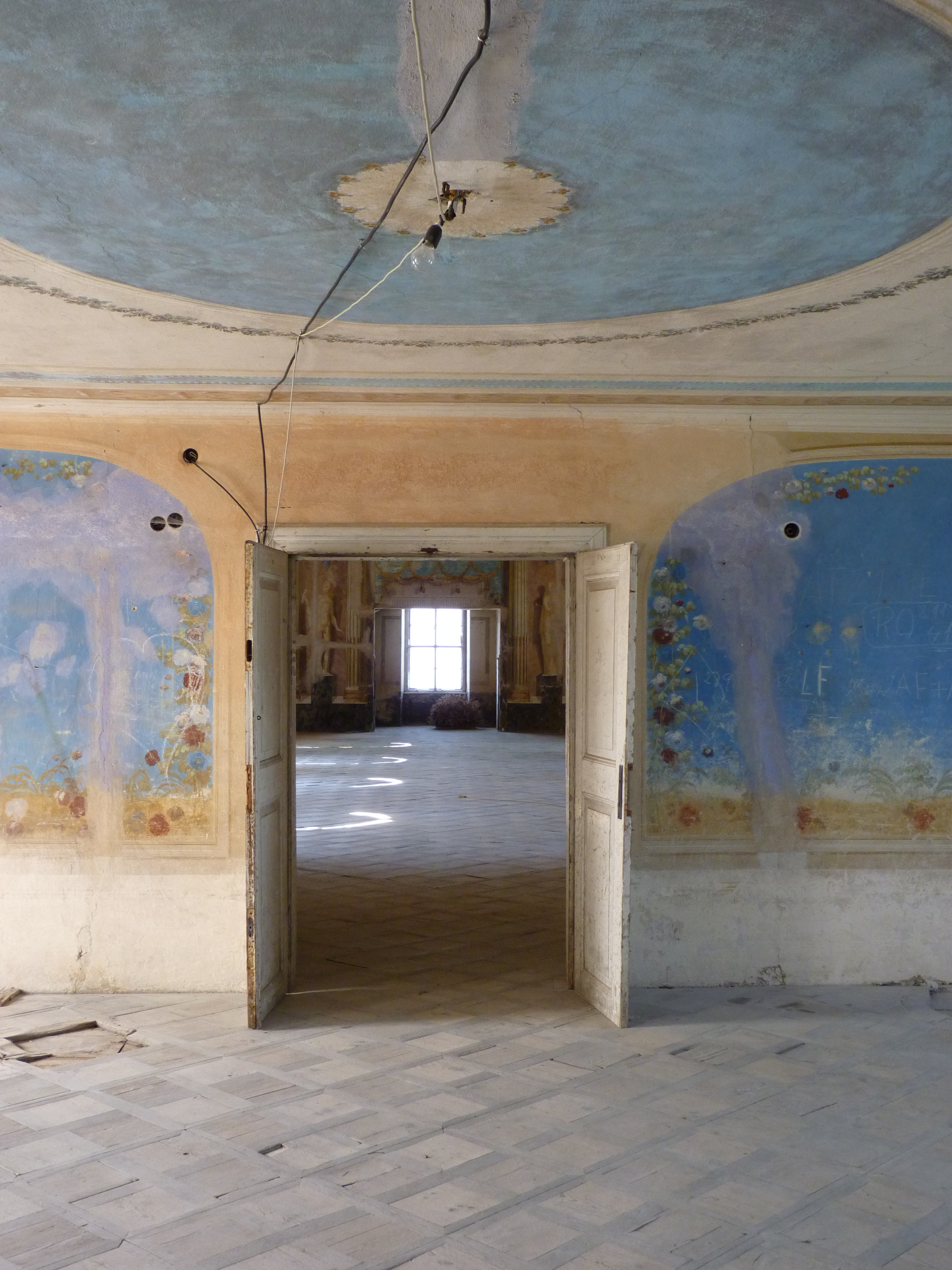
Roku 1957 byla do zámecké místnosti, která za Collaltů sloužila jako jídelna s nádhernou malířskou výzdobou, umístěna sokolovna.

Po sloučení okolních státních statků a JZD do Státního statku Lesná se stal 1. srpna 1960 národním správcem objektu František Stejskal. Část zámku měl stále ještě pronajatou PS-útvar 5688 Znojmo, z části byl využíván k ubytování brigádníků a zaměstnanců statku, ale také jako kanceláře statku. Sokolovnu v zámecké jídelně provozoval tělovýchovný spolek bez jakékoliv nájemní smlouvy. Zbytek zámku už nebyl kvůli špatnému stavu v provozu vůbec. Ve zprávě o dohlídce, správě a ochraně národního majetku zámku Uherčice se uvádí:
„...Celkový stavební stav zámku je neuspokojivý, či dokonce velmi špatný a naléhavě vyžaduje generální opravu hlavně krytiny, fasády, podlah, oken, dveří, elektroinstalace, vodoinstalace a jiné....závěrem nutno znovu konstatovat, že státní statek, n. p. po celou dobu správy naprosto nerespektoval skutečnost, že v tomto případě se jedná o cenný národní majetek, zvýšený o umělecko-historickou hodnotu, jehož dnešní stavební stav je jím zapříčiněn z nedbalosti a neodpovědnosti...“ 
Zpráva ze dne 20. 6. 1962.
Zámek byl už v této době v dezolátním stavu a bylo také zřejmé, že potřebuje okamžitý zásah. Nábytek uskladněný v zámecké kapli byl znovu používán, hlavně jako vybavení kanceláří, ubikací brigádníků a bytů zaměstnanců statku. Jak správce Státní statek Lesná, tak i rota Pohraniční stráže zámek neudržovaly a podílely se vzájemně na zchátrání stavebního stavu uherčického zámku. V dubnu 1963 ONV Znojmo konstatoval, že „hlavně zámek v Uherčicích a v Moravském Krumlově se nacházejí v bezútěšném stavu”. Okresní národní výbor také ve zprávě uváděl, že muselo dojít k omylu, aby takový zámek jako jsou Uherčice, dostal do národní správy Státní statek Lesná, který nejenže neprovádí jeho údržbu, ale právě jeho stavebními úpravami kulturní hodnotu ještě více snižoval. Zrovna tak odsoudil i pronájem kasáren. Náklady jen na nutné opravy odhadl na částku kolem 2 milionů Kčs. Nakonec ONV doporučil, aby areál zámku spravovala pověřenější organizace, která k tomu má finanční prostředky a stavební odborníky. Doporučením ONV ve Znojmě se nikdo neřídil.
Obecní kronika ve svých zápisech z roku 1964 popisuje v zámku rozbitá okna, vytrhané parkety, poničené nástěnné malby a vzhledem k tomu, že se místní mládež na devastaci kulturní památky podílela, popisuje i důvody MNV pro udělení zákazu vstupu mládeži do areálu zámku. Místním rozhlasem vyhlašoval národní výbor apelace na mládež a následně proběhlo i poučení žáků prostřednictvím školy. Národní výbor přemístil i vybudované jeviště v banketním sále. Na příkaz ONV Znojmo místní národní výbor zajistil a uzavřel všechny dveře, okna a vstupy do zámeckého objektu. Státní statek Lesná připomínek Okresního národního výboru ve Znojmě nedbal a umístil v bývalé jízdárně výkrmnu telat. Kamenné sochy rytířů pod podloubím ničili nájemníci dál. Zbytek nábytku v zámecké kapli s vytlučenými okny vlhl a podléhal řádění molů a myší. Teprve až roku 1966 nechal Státní statek na zámku vyměnit poničená okna a poklidil. Započal také s výměnou střešní krytiny. Poničený nábytek z kaple byl převezen na zámek do Vranova nad Dyjí (také čalouněné židle ze Schönbrunnu). Jedna zámecká místnost sloužila nadále mládeži ke klubovním účelům.
Státní statek Lesná si nadále v zámku ubytovával své brigádníky, například v roce 1968 umístil v collaltovském sídle vojenský útvar z Hodonína, který vypomáhal po tři měsíce v dřevařském závodě (bývalé „pile Prager”). Po jejich odchodu byla zjištěna další devastace soch. Zámeckou kapli statek po odvozu nábytku využíval k uskladnění výrobků národního podniku JDZ Uherčice. Zpráva o katastrofální situaci uherčického zámeckého areálu se dostala sice na ministerstvo, ale celá problematika byla přehlížena i z míst nejvyšších. Na konci listopadu roku 1967 provedl Ústav geodezie a kartografie v Brně vyměření zámeckého areálu.

### Sedmdesátá léta

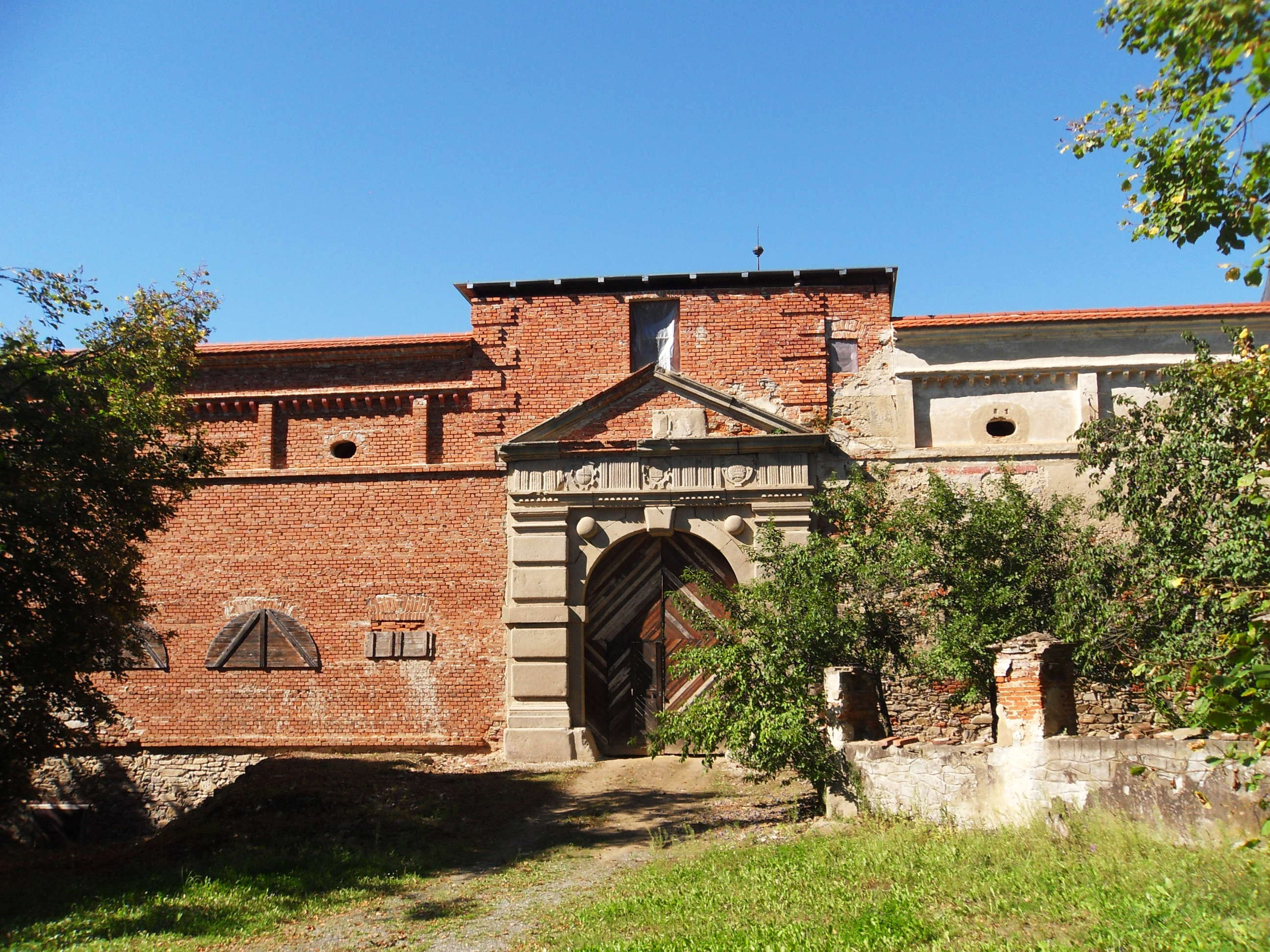
Listopad roku 1970 se stal pro zámek pohromou, dne 23. listopadu 1970 se ve čtyři hodiny ráno zřítila část vstupní věže vedoucí na arkádové nádvoří a zůstalo stát pouze její průčelí, které ale bylo o 17 let později z nejasného důvodu strženo i s částmi původních koníren. Z původní renesanční věže tak zbylo neparné torzo. V době tohoto neštěstí zde naštěstí nikdo nebyl. Kromě telat, která zřícená věž zasypala, protože telata byla ustájena v přilehlé stáji, nebyl nikdo zraněn. V současnosti na torzo renesanční věže navazuje nové zdivo. Věž je vystavena do prvního patra, je záměr dostavit ji do původního stavu, tj. třech pater (Citace).

Dne 23. listopadu 1970 se ve čtyři hodiny ráno zřítila část vstupní věže vedoucí na arkádové nádvoří. Pohromu vydrželo pouze její průčelí, které bylo o 17 let později i s částmi původních koníren strženo. Postupně se objevuje prolamování stropů a následné poškození dřevěných podlah i nástěnné výmalby. V roce 1971 (po mnoha různých jednáních) poskytlo ministerstvo zemědělství a ministerstvo národní obrany na opravy zámku finanční částku 4 miliony korun. Opravy neproběhly, podle dokumentovaných zpráv se nenašel podnik, který by opravy realizoval. Jihomoravský KNV, který řešil otázku devastace památkového objektu Uherčice, v březnu 1974 ve své zprávě konstatoval, že „stavem tohoto objektu se zabývaly snad všechny orgány a instituce bez jakéhokoliv úspěchu.“
Na zámku v Uherčicích proběhlo setkání zástupců Jihomoravského KNV v Brně, Krajského střediska památkové péče a ochrany přírody v Brně, ministerstva kultury ČR, ministerstva národní obrany ČR, Státního statku Lesná, Okresní zemědělské správy Znojmo, Státního ústavu památkové péče a ochrany přírody v Praze, Krajské vojenské ubytovací a stavební správy (KVUSS) Brno, Vojenského stavebního úřadu KVUSS Brno a Okresního národního výboru ve Znojmě. Byla dokonce i vypracována studie pro rekonstrukci vstupní věže a stanoven plán oprav. Přesto se opět nepodařilo zakázku žádnému podniku zadat. Autorka (Příběh uherčického zámku. Poválečná historie v letech 1945 - 1979) Monika Krejčová se ve své práci domnívá, že práce snad neměly být provedeny. Opět probíhala jednání a korespondence mezi shora uvedenými institucemi, kdy už se objevovalo řešení převést objekt zámku na Krajské středisko památkové péče a ochrany přírody v Brně (KS SPPOP Brno).
V roce 1976 se zámek nacházel už v takovém desolátním stavu, že Státní statek Lesná dokonce přistoupil na návrh, zámek předat. V této době využíval ještě některé možné místnosti před hlavním traktem ke kancelářím, fungovala zde statková kovárna a tři byty v areálu. Zástupci Jihomoravského KNV, ONV Znojmo, Jihomoravské muzeum ve Znojmě se znovu přesvědčili o zchátralém zámku, „nalezly se poškozené krovy, krytiny, podlahy, okna, dveře a zárubně. Od minulých zjištění se nedospělo k ničemu novému. Bylo zjištěno, že zavedené elektrické vedení do zámku neodpovídalo tehdejší ČSN. Zámecký park, rozprostírající se kolem zámeckého komplexu, byl neudržovaný”. Finanční částku na opravy měli poskytnout viníci - ministerstvo vnitra (za uživatele PS-útvaru 5688 Znojmo) a ministerstvo zemědělství (za správu Státních statků Jaroměřice nad Rokytnou a Lesná). Obec Uherčice se dožadovala lepšího využití a navrhovala dokonce „zřízení průmyslové provozovny, kde by byly zaměstnány místní ženy z domácnosti a mládež, která jinak z obce odcházela”.

## Krajské středisko státní památkové péče a ochrany přírody
Jihomoravský krajský národní výbor v Brně zřídil na základě zákona č. 22/1958 Sb., o kulturních památkách za účelem péče o kulturní dědictví a přírodu Krajské středisko státní památkové péče a ochrany přírody v Brně (KS SPPOP Brno) a to zahájilo dnem 1. července 1958 svou činnost. Spadalo pod ministerstvo kultury, ale bylo přímo řízené Krajským národním výborem v Brně. Stěžejním úkolem KS SPPOP měl být soupis nemovitých kulturních památek Jihomoravského kraje. Zámek v Uherčicích byl zapsán do státního seznamu památek pod č. 6846. Dne 1. ledna 1979 se KS SPPOP v Brně stalo správcem zámecký komplexu a to až do 31. prosince 1986. Pro státní kulturní památku se prakticky nic nezměnilo. Od 1. ledna 1987 převzal uherčický zámek nový správce objektu a to Jihomoravské muzeum ve Znojmě, které započalo s opravami toho nejnutnějšího.

## Po roce 1989
V roce 1992 zahrnulo Ministerstvo kultury zámek do seznamu historických památek k prodeji do soukromého vlastnictví. V roce 1995 převzal správu Památkový ústav v Brně, čímž po tolika letech chátrání a neustálého vyjednávání bylo odstartováno období kompletní památkové obnovy. Zámek byl poprvé zpřístupněn veřejnosti v roce 1996. Restaurátorským procesem prošlo zatím vstupní nádvoří, zámecká kaple, salony západního křídla a postupně došlo i na střechy. Při stále se snižujících dotacích se přesto podařilo zrekonstruovat novobarokní terasu, zahradní schodiště vedoucího do letní jídelny, zřícené stropy v tzv. starém zámku, ale i malby a štuky v interiéru zámku. Návštěvníci mohou také obdivovat Banketní sál, letní jídelnu a klenutý salonek. Od července 2013 je na zámku otevřena nová trasa B - v prostorách tzv. starého zámku a to včetně věže. Uherčice byly zařazeny do Programu záchrany architektonického dědictví, který poskytuje finanční podporu stavebních a restaurátorských prací. Zámek Uherčice bude zrekonstruován za 113 milionů korun.